# Andorre aux Jeux olympiques d'hiver de 2018
L'Andorre participe aux Jeux olympiques d'hiver de 2018 à Pyeongchang en Corée du Sud du 9 au 25 février 2018. Il s'agit de sa douzième participation à des Jeux d'hiver.

## Participation
Aux Jeux olympiques d'hiver de 2018, les athlètes de l'équipe d'Andorre participent aux épreuves suivantes : 
| Sport       | Hommes | Femmes | Total |
| ----------- | ------ | ------ | ----- |
| Ski alpin   | 2      | 1      | 3     |
| Ski de fond | 1      | 0      | 1     |
| Snowboard   | 1      | 0      | 1     |
| Total       | 4      | 1      | 5     |

## Sports

### Ski alpin
Hommes
- Marc Oliveras
- Joan Verdu Sanchez

Femmes
- Mireia Gutiérrez

Résultats
| Athlète          | Épreuve                                               | Rang | Dossard | Manche 1 | Rang | Manche 2 | Rang | Total   | Retard |
| ---------------- | ----------------------------------------------------- | ---- | ------- | -------- | ---- | -------- | ---- | ------- | ------ |
| Mireia Gutiérrez | Ski alpin aux Jeux olympiques de 2018 – Slalom femmes | 30   | 36      | 53.22    | 34   | 52.84    | 31   | 1:46.06 | +7.43  |

### Ski de fond
- Irineu Esteve Altimiras, épreuves 15 kilomètres hommes et skiathlon

### Snowboard
- Lluis Marin Tarroch, épreuve cross hommes